# Rząd Aleksandra Skrzyńskiego
Rząd Aleksandra Skrzyńskiego – rząd koalicyjny utworzony przez Aleksandra Skrzyńskiego 20 listopada 1925 roku. W skład rządu oprócz premiera związanego z pozaparlamentarnym Stronnictwem Prawicy Narodowej, weszli politycy z następujących ugrupowań Sejmu I kadencji: ZLN, PSChD, NPR, PSL „Piast” i PPS. 
Rząd działał do 5 maja 1926 roku. Upadł w rezultacie wycofania się (20 kwietnia 1926) z koalicji Polskiej Partii Socjalistycznej niemogącej się pogodzić z przedstawionym przez ministra skarbu Jerzego Zdziechowskiego planem ratowania budżetu kosztem mas pracujących oraz świadczeń socjalnych. Socjaliści obniżenie deficytu skarbowego widzieli jedynie w zmniejszeniu wydatków na wojsko przez skrócenie czasu służby i redukcję stanów, podwyższenia podatku majątkowego z warstw zamożniejszych, a domagali się w obliczu kryzysu gospodarczego zawrotnych sum na zatrudnienie aż 300 tys. bezrobotnych.
W tych warunkach droga do kompromisu znikła, a wraz z nią koalicyjna większość sejmowa.

## Skład rządu
- premier i minister spraw zagranicznych – Aleksander Skrzyński - SPN;
- minister spraw wewnętrznych – Władysław Raczkiewicz – bezpartyjny;
- minister skarbu – Jerzy Zdziechowski – ZLN;
- minister sprawiedliwości – Stefan Piechocki – PSChD;
- minister wyznań religijnych i oświecenia publicznego – Stanisław Grabski – ZLN;
- minister rolnictwa i dóbr państwowych – Władysław Kiernik – PSL „Piast”;
- minister przemysłu i handlu – Stanisław Osiecki – PSL „Piast”;
- minister kolei – Adam Chądzyński – NPR;
- minister robót publicznych – Jędrzej Moraczewski – PPS;
- minister pracy i opieki społecznej – Bronisław Ziemięcki – PPS;
- minister reform rolnych – Józef Radwan – bezpartyjny;
- kierownik resortu spraw wojskowych – Stefan Majewski;

## Zmiany w składzie
- 27 listopada 1925
  - Lucjan Żeligowski nowym ministrem spraw wojskowych po Stefanie Majewskim;
- 7 lutego 1926
  - Dymisja ministra robót publicznych Jędrzeja Moraczewskiego. Kierownikiem resortu został tymczasowo Mieczysław Rybczyński.
- 13 lutego 1926
  - nowym ministrem robót publicznych został Norbert Barlicki, polityk PPS.
- 20 kwietnia 1926
  - Jan Stanisław Jankowski (NPR) kierownikiem resortu pracy i opieki społecznej po ustąpieniu Bronisława Ziemięckiego;
  - Mieczysław Rybczyński kierownikiem resortu robót publicznych po ustąpieniu Norberta Barlickiego;